# Río Abaucán
El río Abaucán, también llamado localmente río Salado, Colorado o Bermejo, forma parte de una cuenca endorreica, corriendo por las provincias de  Catamarca y La Rioja, en la Argentina, en zonas de muy baja precipitación pluvial.
Su cuenca total abarca 43.386 km². El caudal del Abaucán depende casi exclusivamente de las precipitaciones nivales de la cordillera de los Andes.

## Toponimia
Según Lafone Quevedo el nombre proviene de una voz cacana que significa "señor guerrero del alto" (por "anca" = guerrero, "ab" podría venir de "apu", señor, y "an" de alto). Para Pedro Bazán, autor de "El país de Con", el nombre deriva del adverbio "afuera", "exterior", "el de arriba"; y "can" tiene la misma raíz que greda o arcilla, que es la que usualmente lleva el río en sus crecidas. Sería entonces "río de la greda de arriba".

## Cuenca y recorrido
Este río da nombre a la cuenca que posee sus nacientes al norte del departamento Tinogasta en la Provincia de Catamarca. Entre estos ríos se encuentran el Chascuil y el Río Fiambalá que se alimentan de torrentes y arroyos productos del deshielo y lluvias en la zona alta de la Cordillera de los Andes. El río Chaschuil luego de recibir por su margen derecha el aporte del arroyo proveniente del cerro Cenizo (5.227 m), pasa a llamarse río Guanchín, y en la altiplanicie Isti Yacu en La Ramadita, al norte de la localidad de Fiambalá, recibe el aporte en su margen izquierda del mencionado río Fiambalá, y es en este punto que toma el nombre de río Abaucán y su curso se orienta en dirección sureste. Durante un corto tramo se insume o infiltra entre médanos arenosos permitiendo la acumulación de aguas subterráneas, para reaparecer en superficie antes de llegar a Anillaco. Pasa luego por los pueblos de El Puesto, La Falda, La Puntilla, San Miguel, San Roque, Santa Rosa y pasa a pocos kilómetros del noreste del pueblo de Tinogasta para luego pasar por Copacabana, ya cerca de la frontera con la Provincia de La Rioja, y además define la frontera sur de la cuenca del Salar de Pipanaco y denominarse río Salado, Colorado o Bermejo.
Ingresando a la provincia de La Rioja, se aleja de la cuenca de Pipanaco; su curso pasa entre la sierra de Ambato y la sierra de Velasco, para posteriormente ingresar en una amplia llanura semidesértica. Finalmente desaparece en una suerte de desierto salado, llamado Desagües del río Salado.

## Caudal
Su caudal es muy reducido en comparación con la importancia de su cuenca, y el aprovechamiento para riego de sus aguas y las de sus afluentes lo ha reducido más aún. En Tinogasta se ha medido un caudal medio de 2,54 m³ por segundo,  por segundo, con un máximo histórico de 84,7 m³ por segundo (años 1948-1949).
Por debajo de Tinogasta, su caudal decrece sensiblemente debido al agua que se toma para riego, y los escasos aportes hídricos que recibe. Por otro lado, pierde agua también por infiltración en áreas arenosas altamente permeables, y por evaporación en una zona extremadamente seca y muy calurosa. De todos modos, provee suficiente agua para las escasas poblaciones de la región.
Al recorrer la llanura en las cercanías del Salar de Pipanaco, su cauce corre a la misma o ligeramente mayor altura que el salar, del cual lo separa una zona llana. Por esa razón, sus aguas pueden fluir hacia este en épocas de creciente, y también recibe aportes del salar en días en que éste recibe aportes hídricos importantes. En esos casos, la salinidad del agua aumenta sensiblemente, haciendo sus aguas inútiles para consumo humano o para riego, y justificando el nombre de "Salado".
La Ruta Nacional 60, que conecta Córdoba con Chile a través del paso de San Francisco, recorre la mayor parte del valle surcado por este río.